# Governo Dehaene II
Il Governo Dehaene II è il governo federale del Belgio tra il 23 giugno 1995 e il 12 luglio 1999, durante la 49ª legislatura della Camera dei rappresentanti.

## Storia del mandato
Guidato dal primo ministro democristiano fiammingo Jean-Luc Dehaene, il governo federale è costituito e sostenuto da una "coalizione rosso romano" tra Partito Popolare Cristiano (CVP), il Partito Socialista) (PS), il Partito Socialista Differente (SP) e il Partito Sociale Cristiano (PSC). Insieme, hanno 82 rappresentanti su 150, o il 54,7% dei seggi nella Camera dei rappresentanti.
È formato in seguito alle elezioni legislative federali del 21 maggio 1995.
Succede al governo Dehaene I, costituito e sostenuto da un'identica coalizione.
Durante il sondaggio, il CVP, SP e PSC confermano la loro posizione nella nuova Camera, ridotta da 72 posti a sedere, mentre il PS ha registrato un calo che non minaccia la sua posizione di partito francofono. Sebbene l'alleanza al potere dal settembre 1991 abbia registrato una leggera diminuzione della sua carica parlamentare, rimane una netta maggioranza nella camera bassa del Parlamento federale.
Dal 28 maggio, Re Alberto II nomina Dehaene "formateur". Sebbene abbia discusso inizialmente sia con i socialisti che con i liberali, il capo uscente dell'esecutivo ha rapidamente favorito la rielezione della maggioranza uscente. Il 18 giugno è stato firmato un accordo di coalizione tra il Partito Popolare Cristiano, il Partito Socialista e il Partito Cristiano Sociale.
Jean-Luc Dehaene presenta la sua squadra di 14 ministri e due segretari di stato, il primo formato sotto la rivista Costituzione, cinque giorni dopo.
Il suo mandato è stato segnato da due casi di alto profilo, costringendo il primo ministro a fare ogni volta un rimpasto di governo: la fuga del pedofilo assassino Marc Dutroux nell'aprile 1998 e la crisi della diossina nel maggio 1999. Questi fallimenti sono all'origine della grave perdita di fiducia nella Democrazia cristiana, che ha diretto gli affari del Regno dal 1958, e i socialisti, che hanno condiviso il potere con loro dal 1988.
Durante le elezioni federali del 13 giugno 1999, il CVP è secondo nelle Fiandre in vista dei Liberali e Democratici Fiamminghi (VLD), mentre il PS salva la prima posizione di partito di lingua francese con appena 1.000 voti in vista del Partito Riformatore Liberale (PRL).
Il Presidente del VLD Verhofstadt costituisce poi la "coalizione Arc-en-ciel", che unisce liberali, socialisti e ambientalisti per formare il primo governo federale. Per la prima volta dal 1954, la famiglia cristiano-democratica belga è costretta a sedersi in opposizione, mentre i liberali prendono l'esecutivo di piombo per la prima volta da Paul-Émile Janson nel 1937.

## Composizione
| Ministro                                                                                  | Titolare            |  | Partito |
| ----------------------------------------------------------------------------------------- | ------------------- |  | ------- |
| Primo ministro                                                                            | Jean-Luc Dehaene    |  | CVP     |
| Vice Primo ministro, Economia e Telecomunicazioni                                         | Elio Di Rupo        |  | PS      |
| Vice Primo ministro e Affari interni                                                      | Johan Vande Lanotte |  | SP      |
| Vice Primo ministro e Difesa nazionale                                                    | Melchior Wathelet   |  | PSC     |
| Vice Primo ministro e Bilancio                                                            | Herman Van Rompuy   |  | CVP     |
| Finanze en Commercio estero                                                               | Philippe Maystadt   |  | PSC     |
| Politica scientifica                                                                      | Yvan Ylieff         |  | PS      |
| Salute pubblica e Pensioni                                                                | Marcel Colla        |  | SP      |
| Affari esteri                                                                             | Eric Derycke        |  | SP      |
| Occupazione e Lavoro, incaricato della Politica sulle pari opportunità tra uomini e donne | Miet Smet           |  | CVP     |
| Affari sociali                                                                            | Magda De Galan      |  | PS      |
| Agricoltura en PMI                                                                        | Karel Pinxten       |  | CVP     |
| Trasporti                                                                                 | Michel Daerden      |  | PS      |
| Giustizia                                                                                 | Stefaan De Clerck   |  | CVP     |
| Affari degli ufficiali                                                                    | André Flahaut       |  | PS      |
| Segretario di Stato                                                                       | Titolare            |  | Partito |
| Cooperazione allo sviluppo                                                                | Reginald Moreels    |  | CVP     |
| Sicurezza e Ambiente                                                                      | Jan Peeters         |  | SP      |

## Rimpasti
- Il 3 settembre 1995, Melchior Wathelet si è dimesso per diventare giudice presso la Corte di giustizia europea. Philippe Maystadt divenne vice primo ministro e Jean-Pol Poncelet (PSC) divenne ministro della difesa nazionale.
- Il 24 Aprile 1998 Stefaan De Clerck è stato sostituito da Tony Van Parys (CVP), e Johan Vande Lanotte da Louis Tobback (SP), dopo la fuga di Marc Dutroux dal tribunale di Neufchâteau il giorno prima.
- Il 19 giugno 1998 Philippe Maystadt si è dimesso. Elio Di Rupo è stato responsabile per il Commercio Estero, Jean-Pol Poncelet era vice primo ministro e assunto l'incarico all'energia, e Jean-Jacques Viseur (PSC) è divenuto ministro delle Finanze.
- Il 26 settembre 1998 Louis Tobback si dimette dopo la morte di richiedente asilo Semira Adamu, morto a seguito di un intervento di polizia. È sostituito da Luc Van den Bossche (SP).
- Il 1º giugno 1999 Marcel Colla e Karel Pinxten si sono dimessi a causa della crisi della diossina. Herman Van Rompuy ha assunto i poteri di Karel Pinxten. Luc Van den Bossche ha ricevuto l'incarico alla salute pubblica e Jan Peeters è diventato ministro delle pensioni, della sicurezza, dell'integrazione sociale e dell'ambiente. Lui stesso non è stato sostituito come segretario di stato. In questo giorno, Reginald Moreels divenne anche ministro per la cooperazione allo sviluppo.

## Misure
Le misure più famose del governo Dehaene II furono:
- Riorganizzazione delle finanze pubbliche prima di aderire all'euro.
- L'accordo Octopus per la riforma dei servizi di polizia e del tribunale (dopo il caso Dutroux).

## Crisi
Il governo ha dovuto affrontare una serie di momenti di crisi:
- il caso Dutroux
- la crisi della diossina (l'ultimo mese del periodo governativo)

Di conseguenza, i partiti governativi hanno ottenuto scarsi risultati nelle elezioni del 1999.